# Motorvägar i Bulgarien

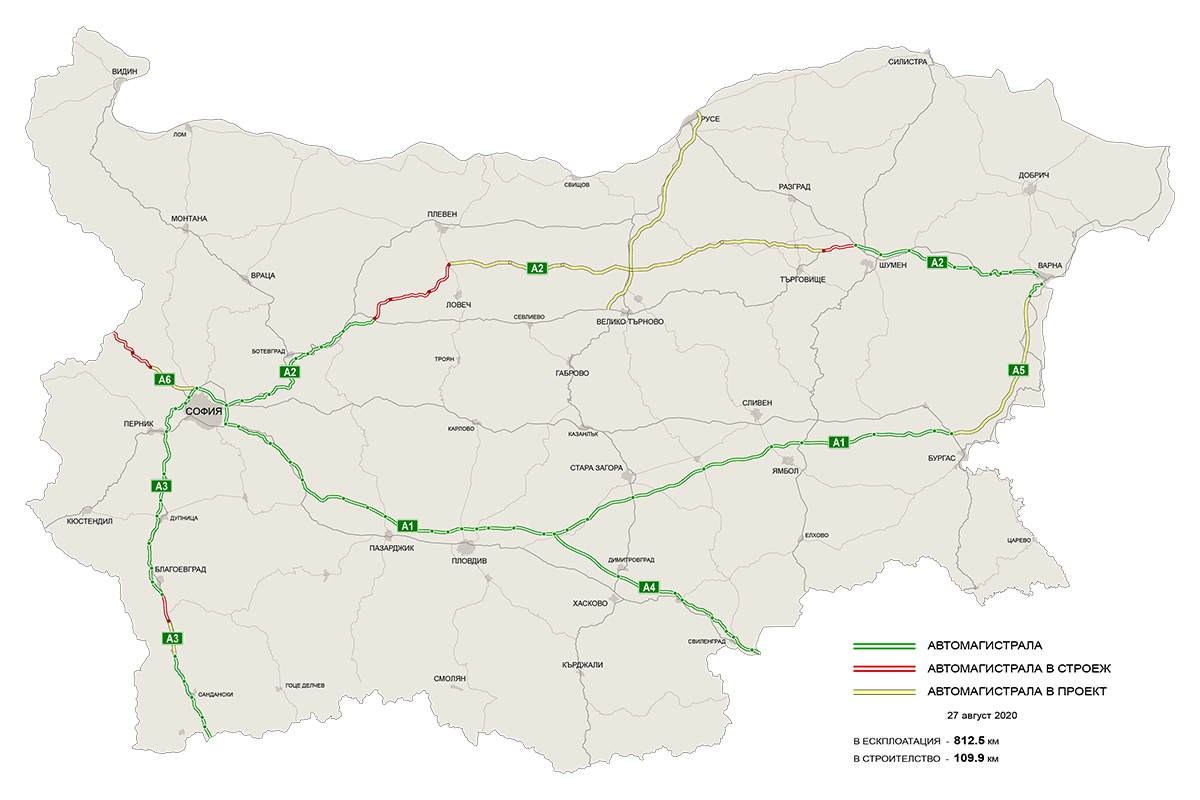
Bulgariska motorvägsnätet.

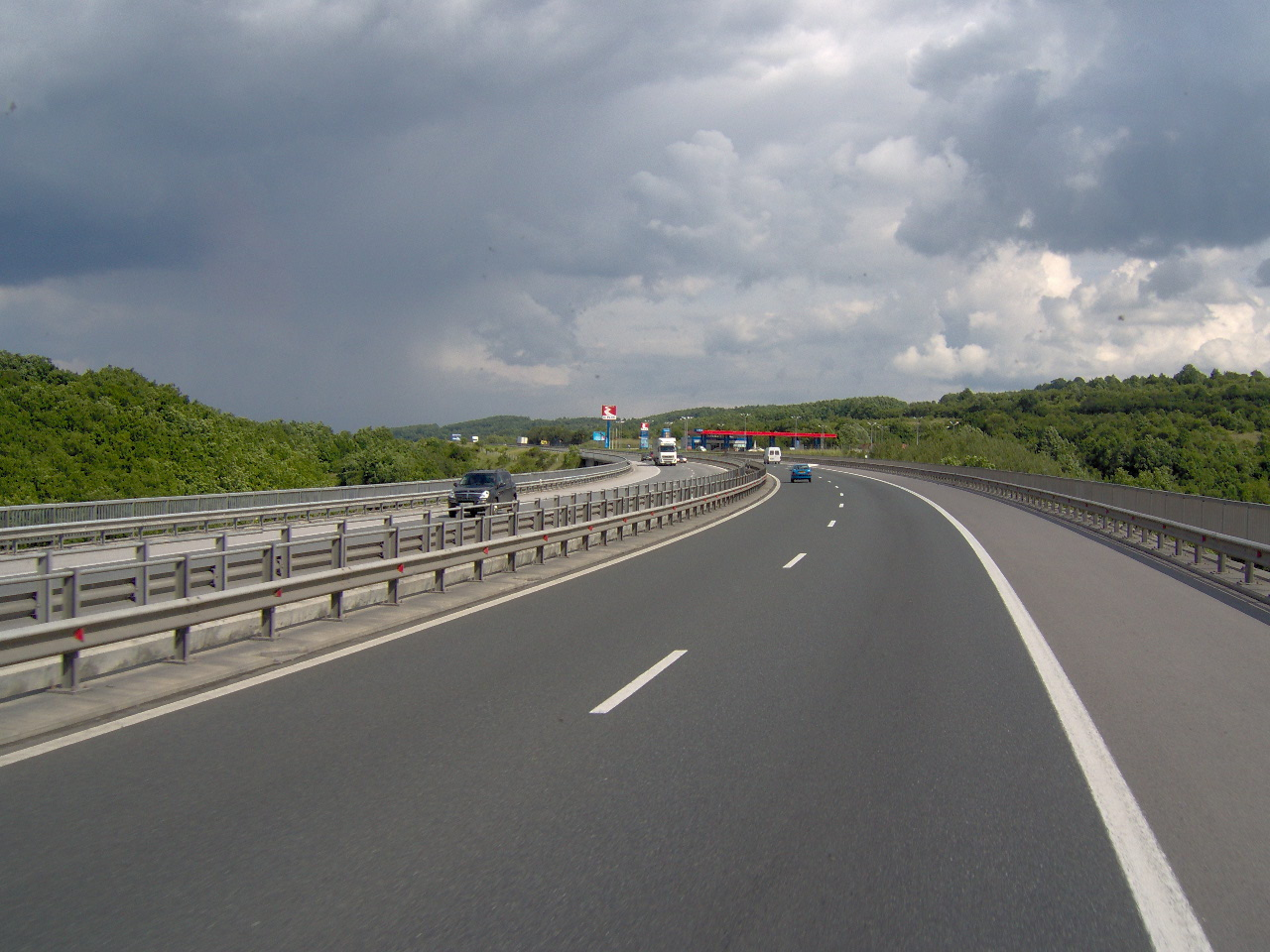
A1.

Bulgarien har en separat nummerserie för motorvägar, som inte har med numren för landsvägar att göra, och som börjar med A. Numren har ändrats lite de sista åren. Det fanns 33 mil motorväg år 2002, idag (2014) är 62 mil färdigställda, och man planerar inom 2010-talet att ha 100 mil motorväg. Hastighetsbegränsningen är 140 km/tim.
| Skylt | Namn                           | Sträckning | Planerad längd (km) | Färdig längd (km) |
| ----- | ------------------------------ | --- | ------------------- | ----------------- |
|       | Trakija (sv: Thrakien)         | Sofia - Plovdiv - Stara Zagora - Burgas | 360                 | 360               |
|       | Hemus (sv: Balkanbergen)       | Sofia - Botevgrad - Veliko Tărnovo - Sjumen - Varna A2 går mellan Sofia–Yablanitsa (E83), och mellan Panayot Volovo–Varna (E70). Det är ett långt uppehåll mellan de två sträckorna, denna lucka ska byggas inom några år. | 433                 | 168               |
|       | Struma                         | Pernik - Błagojewgrad - Sandanski - Kulata - (Grekland) A3 (E79) är planerad mellan Sofia och söderut till grekiska gränsen. Cirka 19 km finns söder om Sofia.                                                             | 150                 | 87                |
|       | Maritsa                        | Tjirpan - Chaskovo - Charmanli - Kapitan Andreewo-Kapıkule (Turkiet) A4 (E80; förut A1) går mellan Dimitrovgrad och Svilengrad och vidare till Turkiet. Sträckan mellan Tjirpan vid A1 och Dimitrovgrad ska byggas ut.     | 117                 | 117               |
|       | Tjerno more (sv: Svarta havet) | Varna - Obzor - Slăntjev Brjag - Nesebar - Burgas | 103                 | 10                |
|       | Ljulin                         | Sofia - Pernik | 19                  | 19                |
|       | Europa                         | Sofia - Kalotina (Serbien) | 50                  | 0                 |
|       |                                | | 1 232 km            | 786 km            |